# Muhàmmad V de Gharnata
Muhàmmad V de Gharnata de nom complet Abu-Abd-Al·lah Muhàmmad al-Ghaní bi-L·lah fou rei musulmà de la dinastia nassarita de Granada. Era fill de Yússuf I al que va succeir quan fou assassinat el 19 d'octubre de 1354, comptant llavors només 16 anys. Va tenir el suport del ministre del seu pare, Ridwan i l'ajudant d'aquest Ibn al-Khatib.
Va establir bones relacions amb el Regne de Castella (a qui va acceptar pagar tribut) i va enviar una missió a Fes dirigida per Ibn al-Khatib que donara els seus fruits més tard, però amb Catalunya-Aragó els seus desitjos de pau van xocar amb el desig del rei Pere el Cerimoniós de mantenir el conflicte a les fronteres. El 1355 el governador de Gibraltar Isa ibn al-Hàssan es va revoltar però fou derrotat i va fugir a Ceuta on l'emir local Abu Aman el va fer executar. La persistència de la diplomàcia granadina amb els catalans va donar finalment fruits i es va signar un acord el 1357 per un any. Quan el 1358 es va acabar, Castella i Catalunya-Aragó estaven en guerra i Muhàmmad, com a vassall castellà no va tenir més opció que donar suport a Pere I el Cruel. La flota castellana va rebre facilitats al port de Màlaga cosa que no li va evitar ser derrotada un cop i un altre pels catalans.
Abu-Sàlim Ibrahim ibn Alí (1359-1361) germà d'Abu-Inan Faris al-Mutawàkkil ibn Alí (1348-1358) va pujar al tron del Marroc el 1359. Havia estat exiliat a Granada i només pujar al poder va fer una aliança amb Muhàmmad V que es va estendre a Nàpols. L'agost de 1359 un cop d'estat de palau va enderrocar a Muhàmmad V. Estava dirigit pel seu germanastre Abu-l-Walid Ismaïl que va pujar al tron com Ismaïl II, el qual era fill de la vídua de Yússuf I, Maryam, una dona ambiciosa, que es va valer del seu gendre Abu Abd Al·lah Muhàmmad (després rei Muhàmmad VI), conegut a les cròniques cristianes com "el Bermejo", cosí i cunyat d'Ismaïl, que va prendre el palau per assalt, matant al ministre Ridwan, però Muhàmmad V no era a palau i es va poder refugiar a Guadix des d'on va fugir a Fes (novembre del 1359).
Amb suport de Pere I de Castella va poder tornar al regne de Granada el 1361 i reunir un exèrcit a Ronda. Els castellans, amb un estol català comandat per Bernat II de Cabrera atacaren Gibraltar, i una conjunció de forces castellanes i de Muhàmmad V va iniciar l'ofensiva el 1361 però sense gaire èxit; l'atac castellà a la Vega de Granada fou rebutjat i els atacants foren després derrotats a Guadix el gener del 1362, queien molts soldats presoners dels granadins. Però després els castellans van començar a ocupar fortaleses, destacant especialment Iznájar. Muhàmmad V es va apoderar de Màlaga i van seguir Loja, Antequera, Vélez i Alhama. El març de 1362 el rei Muhàmmad VI (el Bermejo) va fugir de Granada i es va anar a entrevistar amb Pere I el Cruel a Sevilla, esperant arribar a un acord, però el castellà el va fer executar a Tablada (prop de Sevilla, 25 d'abril de 1362). Muhàmmad que era a les portes de Granada, fou llavors reconegut i va poder entrar a la ciutat.
Muhàmmad va seguir fidel al seu pacte amb Castella. Va enviar un contingent al Setge de Terol de 600 homes comandats per Faraig ibn Ridwan el 1363 però després el rei castellà fou derrotat pels catalans i es va haver de retirar a la seva residència de Sevilla (1364). El pretendent Enric, amb les companyies de mercenaris de Bertrand du Guesclin, va entrar per Catalunya i es va proclamar rei Enric II de Castella (16 de març de 1366). Pere va haver d'abandonar el país. Muhàmmad V es va sentir amenaçat i va demanar ajut a Fes i Tlemcen. L'emir abdalwadita va enviar una forta contribució en diners i queviures i alguns soldats, però el rei s'inclinava dins del possible per la pau i va transferir la seva lleialtat a Enric II, signant també un tractat de pau amb Catalunya-Aragó (març de 1367). Aquell mateix any Pere I el Cruel tornava a Castella amb el suport del Príncep Negre d'Anglaterra i Muhàmmad aprofitava la guerra: les seves tropes van saquejar Jaén, van ocupar Priego i van assolar Ubeda i Baeza però foren rebutjats a Còrdova; Muhàmmad va tornar llavors a Granada.
El març de 1369 Pere I el Cruel fou assassinat i Enric II va poder retornar però no es va ocupar de Granada on el rei nassarita va poder seguir recuperant posicions com Cambil, Haver i Rute, i finalment Algesires (juliol de 1369) que fou desmantellada. Llavors Muhàmmad, que estava en pau amb Fes i Catalunya-Aragó, va decidir pactar amb Enric II i va signar una treva de 8 anys (31 de maig de 1370). També des de 1370 Muhàmmad va negociar hàbilment una sèrie de tractats menors que van assegurar a Granada un llarg període de pau. Les relacions amb Fes es van complicar i el 1371/1372 Ibn al-Khatib, el primer ministre pro-marínida va fugir a Fes per temor per la seva vida. El 1374 Gibraltar, que estava en mans dels marínides, va passar a Granada.
El 29 de maig de 1379 va morir Enric II enverinat i per un moment es van reprendre les hostilitats amb Granada, però finalment el nou rei Joan I de Castella va optar per signar una treva que fou renovada el 1380. La resta del regnat fou de pau absoluta. Fou quan es va embellir l'Alhambra i la seva cort fou centre d'artistes i literats.
Va morir el 16 de gener de 1391. El va succeir el seu fill Yússuf II.